# Bimatoprost
 Bimatoprost è un principio attivo, e con il latanoprost e il travoprost fanno parte degli analoghi delle prostaglandine.

## Indicazioni
Indicato nel trattamento nell'ipertensione oculare e nel glaucoma ad angolo aperto.

## Controindicazioni
Viene sconsigliato l'uso in caso di gravidanza e allattamento e nei pazienti con meno di 18 anni, si può osservare cambiamento del colore dell'iride.

## Effetti collaterali
Fra gli effetti collaterali si riscontrano cefalea, cataratta, fotofobia, bradicardia, cheratite, fotofobia, uveite, rash cutaneo.